# Idioma ramoaaina
Ramoaaina (Ramuaina) es una lengua oceánica hablada en las Islas Duque de York frente al este de Nueva Irlanda.

## Fonología
Inventario de fonemas de la lengua ramoaaina:
|            |            | Labiales | Alveolares | Velares |
| ---------- | ---------- | -------- | ---------- | ------- |
| Nasales    | Nasales    | m        | n          | ŋ       |
| Oclusivas  | Sordas     | p        | t          | k       |
| Oclusivas  | Sonoras    | b        | d          | g       |
| Fricativas | Fricativas |          | (s)        |         |
| Róticas    | Róticas    |          | r          |         |
| Laterales  | Laterales  |          | l          |         |
| Semivocal  | Semivocal  | w        |            |         |

/s/ se utiliza principalmente en préstamos.
|              | Anteriores | Centrales | Posteriores |
| ------------ | ---------- | --------- | ----------- |
| Cerradas     | i          |           | u           |
| Semicerradas | e          | ɘ         | o           |
| Abiertas     |            | a         |             |